# أمينة موجي هرسي
أمينة موجي حرسي؛ ( ولدت عام 1964 ) ، هي رائدة أعمال صومالية، وأطلقت عدة مشاريع استثمارية، يقيمة تقدر بمئات الملايين من الدولارات، في كامبالا عاصمة أوغندا. ومن استثماراتها هناك، مركز Oasis للتسوق، في قلب منطقة الأعمال والتسوق المركزية، وشقق Laburnam Courts السكنية، الواقعة على تل Nakasero المتاخم للقصر الرئاسي في كامبالا. كما أنها في خضم إنشاء أول مصنع للسكر في أوغندا، من المتوقع أن يُدر مصنع Atiak للسكر، كم ضخم من العوائد، بالإضافة إلى التنمية التي سيجلبها للمنطقة، ليس هذا فحسب، بل يتم الترويج للمصنع، كأول مشروع صناعي عملاق في شمال أوغندا، بالإضافة إلى كل ذلك، تعد أمينة من كبار موردي الأسمنت والمعدات في كامبالا. هذا العدد الهائل من المشاريع الضخمة والناجحة، في كل أنحاء أوغندا، جعل أمينة منارة للأمل، وقدوة تحتذي بها كل فتاة صغيرة في أفريقيا.

## السيرة الشخصية
```
وُلدت أمينة في مدينة بونغوما ( Bungoma ( ، التي تقع في غرب 
كينيا
، هناك، كانت والدتها « سارة حرسي علي » سيدة أعمال بارزة، كما شغل عمها « آدم حرسي علي » منصب السكرتير المالي للخزانة، في وزارة المالية الكينية، في أواخر الثمانينيات من القرن العشرين، حيث لعب دورًا بارزًا في حياة أمينة. أثناء طفولتها، شاركت أمينة وشقيقتها، بشكل منتظم في نشاط العائلة في التجارة عبر الحدود بين كينيا وأوغندا. فيما بعد، أرسلتها والدتها إلى كلية 
المحاسبة
 هي وشقيقتها، وهناك، نمت مهاراتهما في ريادة الأعمال. كانت والدتها سيدة أعمال ماهرة، وقوية الشخصية، وهو الأمر الذي جعل أمينة، تملك حنكة التجارة منذ البداية، كما جعلها لا تخشى الأقدام على اتخاذ المخاطر، وكانت أكبر مخاطرة أقدمت عليها، هي اتخاذها لقرار إغلاق متجر الخردوات الناجح الذي كانت تملكه في بونغوما، كينيا، وأن تستثمر أموالها في بدء نشاط تجاري في أوغندا، وخصوصًا بعد أن استقرت الأوضاع في البلاد، بعد انتخابات الرئاسة الأوغندية في عام 1996. وفي أوغندا، لم تكن هناك أية عوامل لمساعدتها، أو أساس تبني عليه، ومن ثم لجأت إلى الاعتماد على مهاراتها الخاصة، وقامت بتأسيس متجر للخردوات، في وسط القلب الصاخب لمدينة كامبالا، عاصمة أوغندا. كانت تلك القفزة التي اتخذتها أمينة إلى المجهول، هي أول خطوة في طريقها، لكي تصبح المرأة المقدامة التي أضحت عليها اليوم.
[
2
]
```

## الحياة المهنية
```
تأقلمت أمينة سريعًا على طبيعة حياتها الجديدة في أوغندا، وقد ساعد ذلك على تسهيل تجارة عائلتها بين البلدين، ثم بدأت في توسيع نطاق تجارة العائلة، ودخلت إلى مجال العقارات، وهو المجال الذي سيبرز فيه أسمها لاحقًا، لتصبح من أثرى أثرياء أوغندا، ومن بعض الأمثلة على مشاريعها في هذا المجال، ( The Oasis Centre ) ، وهو مركز تسوق تجاري عملاق، بقيمة تقدر بمئات الملايين من الدولارات، وشقق (Laburnam Courts ) السكنية الفاخرة، وكلا المشروعين يقع في قلب العاصمة. فضلًا عن ذلك، فإنها تُعد من أكبر موزعي الأسمنت، وغيرها من مواد البناء في البلاد.
```

في خطاب تسلمها لجائزة أفضل مستثمرة لعام 2008، وذلك لإسهاماتها ومشاريعها الضخمة، التي تغّير وجه مدينة كامبالا، قالت أمينة « أنا ممتنة جدًا لهذا التقدير، لقد كان مفاجأة سارة للغاية، وتعطيني حافزًا أكبر لكي أحقق المزيد في السنوات القادمة ».

## عملها الاستثماري
بدءًا من فبراير 2018 أدرجت أمينة جميع استثماراتها في إطار شركة من تأسيسها، تحت مسمى « شركة هوريال للاستثمارات القابضة المحدودة » ، وتضم هذه الاستثمارات على سبيل المثال لا الحصر؛ ( مركز تسوق Oasis ، مركز تسوق Nakumatt، شقق Labnarm ، مصنع آتياك للسكر6، شركة رابو المحدودة، مؤسسة كينغستون المحدودة، شركة Kingstone Namanve LCD.

## أحدث مشاريعها
```
في عام 2016، شرعت شركة هوريال للاستثمارات القابضة المحدودة، التي تمتلكها أمينة، في بناء مصنع آتياك للسكر، في مقاطعة أتياك أمورو، في شمال أوغندا، وانتهي العمل من المشروع، البالغة تكلفته 120 مليون دولار أمريكي، في أواخر نفس العام، وبدأ الأنتاج فيه عام 2017 
[
5
]
 
[
6
]
، ويُعتبر هذا المشروع أول مشروع تجاري صناعي ضخم في شمال أوغندا، ومن المتوقع أن يكون أكبر المستفيدين من المشروع، النساء اللاتي يؤدين أدوارًا هامة لتشغيل المصنع مع أمينة، وخصوصًا مزارعات قصب السكر في المنطقة
[
7
]
، و الموزعين الرئيسيين للمنتج النهائي بعد بدء الأنتاج، حيث يُتوقع أن تستفيد ما تزيد عن ستة آلاف سيدة في المنطقة بشكل مباشر من المشروع.
[
8
]
```